# Mányai Zsuzsa
Mányai Zsuzsa, születési neve: Mányai Klára Anna, (Budapest, 1949. július 25. – Budapest, 1999. január 9.) magyar színésznő.

## Életpályája
Édesapja Mányai Lajos magyar színész, édesanyja Simon Zsuzsa színésznő. Nagyapja Mányai Zsigmond színész és operaénekes, aki fiatalon halt meg.

„…nagyapám, Mányai Zsigmond operaénekes volt. Escamillot énekelte a Carmenben, Peturt a Bánk bánban, Lothariót a Hoffmann meséiben. A mai Erkel Színházban lépett fel.”

 Szülei 1940-ben házasodtak meg. Édesanyja, Simon Zsuzsa, zsidó származása miatt szintén (mint az édesapja) csak a „száműzöttek” társulatában, illetve az OMIKE Művészakciójában játszhatott, rendezhetett. A háború után Nagyváradon játszottak, rendeztek, majd visszajöttek Pestre ahol leányuk Zsuzsa született.  

„Én még ma is jó gyerek vagyok, tudom, mert borzasztóan szigorúan neveltek a szüleim. Ha például dirrel-durral léptem be a lakásba, nem köszöntem, vagy netán elfelejtettem kopogni apám szobájának ajtaján, megfagyott a levegő a házban. Négyéves koromban már karórám volt, de  hiába  tudtam,  mennyit  mutat, úgy is elkéstem párszor. Anyám ilyenkor azzal fogadott, hogy megbántottál. Torokszorító érzés volt nekem ezt hallani. A vége aztán az lett, hogy akárkivel beszélek is meg találkát, biztos, hogy én vagyok ott hamarabb. Egyébként imádtam a szüléimet. Hogy mennyire, azt az is jelzi, hogy hétévesen úgy éreztem, igazságtalanság történt velem, mert anyám nevéből semmit sem örököltem, hiszen Klárának kereszteltek. Nem  fogja  elhinni: levelet írtam a minisztériumba, hogy szeretném, ha megváltoztathatnám a keresztnevemet. És csodák csodája: pár nappal később már anyám nevén szólítottak. Szerettem otthon. Engem nem érdekelt a játszótér, az utca, a csavargás, én csak vártam és vártam, hogy mikor jönnek haza a szüleim. Apám a Nemzeti tagja volt, anyu meg tanított, rendezett vagy játszott. Olyan nagy művészek jártak hozzánk, hogy minden percet ajándéknak éreztem mellettük. És mindennek tetejébe egyetlen gyerek voltam, aki szeretetből, gondoskodásból mérhetetlen sokat kapott.”

1971-ben végzett a Színház- és Filmművészeti Főiskolán. Kezdő színésznőként nyilatkozta:

„…elsősorban apám és anyám próbamódszerére emlékszem vissza. Apám mindig leírta szerepeit, néha többször is, és megtanulta. Aztán elővett két labdát, s itthon úgy mondta a szöveget, hogy labdázott közben. Ilyen módon ellenőrizte, hogy akkor is tud-e koncentrálni a szövegre, ha a figyelmét szándékosan eltereli valamivel. Anyám lélektani alapon épített, azt kereste, honnan és hová jut el a figura, mi a helyzete a darabban. Ilyen pszichológiai alapon rendez az Irodalmi Színpadon, a főiskolán, vagy játszik a Thália Színházban. Kétféle ember ötvöződött bennem, kétfajta tudást kell lepárolnom, egyesítenem, összegeznem, ha sikerül egy hosszú pályán. De remélem, kivágom magam…”

1971-től a Nemzeti Színházban indult színészi pályája. 1978-tól a Vidám Színpadhoz szerződött, egyidejűleg tagja lett a Magyar Filmgyártó Vállalat társulatának. 1981-től fellépett a Játékszínben, a Reflektor Színpadon, 1983-tól a Hököm Színpadon és 1994-től a Vidám Színpadon is. 1987-től haláláig a Fővárosi Operettszínházban játszott. Alkatából adódóan elsősorban komikai szerepeket osztottak rá a rendezők, de más karakterszerepekben is láthatták a nézők.
1999. január 9-én 49 éves korában hunyt el, súlyos betegség következtében. Pákozdi Gabriella írása szerint önkezével vetett véget életének, más források ezt nem erősítik meg. Földi maradványait a szülei mellé 1999. február 3-án 15 órakor a budapesti Farkasréti temetőben helyezték végső nyugalomra.

## Fontosabb színházi szerepei
- Kati (Molière: Kényeskedők)
- Cleantis (Molière: Amphitryon)
- Peacockné (Brecht – Kurt Weill: Koldusopera)
- Mi Csü, háztulajdonos (Bertolt Brecht: A szecsuáni jólélek)
- Bakkhisz (Jacques Offenbach – Henri Meilhac – Peter Hacks: Szép Heléna)
- Peronella (Franz von Suppé: Boccaccio)
- Titkárnő (Szakonyi Károly: Hongkongi paróka)
- Veron (Illés Endre: Egyszárnyú madarak)
- I. ápolt (Peter Weiss: A luzitán szörny; Marat halála)
- Korinthoszi nő (Arisztophanész: Lüszisztraté)
- Gabrielle (Alexandre Bisson – Antony Mars – Tabi László: Válni sem érdemes)
- Duenna (Madarász Iván: Robon Hood)
- Ella, André Soupault felesége (Aszlányi Károly: Amerikai komédia)
- Halláné (Kertész Ákos: Névnap)
- Prudance (Ifj. Alexandre Dumas: A kaméliás hölgy)
- Lina (Valentyin Petrovics Katajev - Aldobolyi Nagy György: Bolond vasárnap)
- Kanga (Alan Alexander Milne - Karinthy Frigyes: Micimackó)
- Inci (Tóth Miklós: Üldöznek a nők)
- Julcsa, Zórika dajkája (Lehár Ferenc: Cigányszerelem)
- Mormota néni (Gyárfás Endre: Dörmögőék csodajátéka)
- Szörny Ella (Éless Béla: Kóconkóc)
- Dora Bailey (Tommy Steele – Nacio Herb Braun – Arthur Freed: Ének az esőben)
- szereplő (A családban marad – kabaré)
- szereplő (Micsoda cirkusz – kabaré)
- Első nő (Heiner Müller: Elérkezett az idő)
- Rheba, házvezetőnő (Moss Hart – George S. Kaufman: Így élni jó)

## Filmszerepek

### Játékfilmek
- Krebsz, az isten (1969)
- Csak egy telefon (1970)
- Hatholdas rózsakert (1970)
- Reménykedők (1971)
- Madárkák (1971)
- Hangyaboly (1971)
- Fuss, hogy utolérjenek! (1972)
- Kakuk Marci (1973)
- Mikrobi (1973-rajzfilmsorozat) – Plumpi (hang)
- Egy erkölcsös éjszaka (1977)
- Fogjuk meg és vigyétek! (1978)
- Haladék (1980)
- Vízipók-csodapók II. (1980)
- A szeleburdi család (1981)
- Hanyatt-homlok (1984)
- Az élet muzsikája - Kálmán Imre (1984)
- Szeretők (1984)
- Házasság szabadnappal (1984)
- Szerelem első vérig (1985)
- Akli Miklós (1986)
- Találkozás Vénusszal (1991)
- Bukfenc (1993)
- Alfred (1995)
- Balekok és banditák (1997)
- A Morel fiú (1999)
- Szomorú vasárnap (1999)

### Tévéfilmek
- Bors (1968)
- Az ember melegségre vágyik (1972)
- Örökzöld fehérben-feketében (1974)
- Utánam, srácok! (1975)
- A méla Tempefői (1976)
- Hungária Kávéház 1–6. (1976-tévésorozat)
- Bezzeg a Töhötöm (1977)
- Megtörtént bűnügyek sorozat Iskolatársak voltak című része (1978)
- Amerikai komédia (1978), virágárus a hajón
- Fent a Spitzbergáknál (1978)
- Disco-Disco (1979)
- A Sipsirica (1980)
- Vannak még angyalok (1981)
- Hogyan csináljunk karriert? (1981)
- A hátvéd halála és feltámadása (1981)
- A 78-as körzet (1982)
- Mint oldott kéve 1–6. (1983)
- Fekete császár (1983)
- Wagner (1983-tévésorozat)
- Linda (1983)
- Kismaszat és a Gézengúzok (1984)
- Halló, Einstein! (1984)
- Kémeri 1-5. (1985)
- Széchenyi napjai (1985)
- A kertész kutyája (1986)
- Az állam én vagyok (1987)
- Gyilkosság két tételben (1988)
- A nagy varázslat (1989)
- A Freytág testvérek (1989)
- Szomszédok (1988–1989)
- Frici, a vállalkozó szellem (1993)
- Éretlenek (1995)
- Irány Kalifornia! (1997)
- TV a város szélén (1998)

## További információ
- Mányai Zsuzsa a PORT.hu-n (magyarul)
- Mányai Zsuzsa az Internetes Szinkronadatbázisban (magyarul)
- Mányai Zsuzsa az Internet Movie Database-ben (angolul)
- Mányai Zsuzsa a Rotten Tomatoeson (angolul)